# 우치시바 마사토
우치시바 마사토(일본어: 内柴 正人, 1978년 6월 17일~)는 일본의 유도 선수, 지도자로 2004년과 2008년 하계 올림픽 남자 하프라이트급 2연속 우승을 달성했다.

## 선수 경력
구마모토현 기쿠치군의 고시정에서 태어났다. 9세 때 부터 유도를 시작했으며, 이치노미야 중학교, 고쿠시칸 고등학교를 졸업하고, 고쿠시칸 대학을 졸업한 후 2001년에 아사히 카세이에 입사하여 실업 유도 선수로 활동하였다.
고등학생 때인 1996년에 엑스트라라이트급 국가대표 선수로 발탁되었으며, 같은 해 2월에 불가리아 소피아에서 열린 "자유" 월드컵에서 동메달을 획득했다. 이후 1998년에 다시 국가대표 선수가 되어 폴란드 오픈과 미국 오픈에서 브라질의 클레베르 에바라와 미국의 숀 번스를 각각 꺾으며 우승을 달성했고 1999년에는 에구사 다쓰아키를 꺾고 가노 지고로컵에서, 쿠바의 요르다니스 아렌시비아를 꺾고 뢴딩 국제 유도 대회에서 우승했다. 2000년 12월에는 스페인 말라가에서 열린 세계 대학 유도 선수권 대회에 참가하여 스페인의 켄지 우에마츠를 누르고 금메달을 획득했다. 이후 2001년 9월에는 중국 베이징에서 열린 2001년 하계 유니버시아드에 참가하여 조지아의 바흐탄그 호시타슈빌리를 꺾고 금메달을 획득했다.  
2002년 1월에는 도쿄에서 열린 가노 지고로컵에서 에구사를 누르고 우승했으며, 2월에 열린 파리 투어에서는 대한민국의 최민호에게 패하여 준우승을 했다. 6월에는 이탈리아 코리도니아에서 열린 트레 토리 유도 대회에서 프랑스의 로랑 베르나르를 꺾고 우승했다. 같은 해 9월에는 대한민국 부산에서 열린 2002년 아시안 게임에 참가하였으며, 동메달 결정전에서 우즈베키스탄의 산자르 조키로프를 누르고 대한민국의 최민호와 함께 이란의 마수드 아혼드자데와 카자흐스탄의 바자르베크 돈바이의 뒤를 이어 동메달을 획득했다. 이후 2003년 2월에는 독일 함부르크에서 열린 독일 오픈에서 스페인의 우에마츠와 함께 오스트리아의 루트비히 파이셔와 조지아의 네스토르 헤르기아니의 뒤를 이어 동메달을 획득했다. 같은 해 12월에는 체급을 하프라이트급으로 올려 모나코 국제 유도 대회에서 프랑스의 프레데리크 콜라를 누르고 우승했다. 
2004년 2월 함부르크 독일 오픈에서 네덜란드의 브라이언 판 데이크을 누르고 우승을 차지했으며, 5월에 카자흐스탄의 알마티에서 열린 2004년 아시아 선수권 대회에서는 5위에 머물렀다. 같은 해 8월 그리스 아테네에서 열린 자신의 첫 올림픽인 2004년 하계 올림픽에 참가하여 금메달을 획득했다. 우치시바는 아르헨티나의 호르헤 렌시나, 몽골의 강트므링 다슈다바, 러시아의 마고메트 자파로프, 불가리아의 게오르기 게오르기에프를 차례로 꺾으며 결승에 올랐고 결승전에서 슬로바키아의 요제프 크르나치를 꺾고 우승을 확정했다. 이듬해인 2005년에는 코리도니아 트레 토리 유도 대회에서 3위에 올랐으며, 9월에는 이집트 카이로에서 열린 2005년 세계 선수권 대회에서 브라질의 주앙 데를리의 뒤를 이어 은메달을 획득했으며, 단체전에도 참가하여 대한민국의 뒤를 이어 은메달을 획득했다.
2006년 1월에는 가노 지고로컵에서 대한민국의 조남석의 뒤를 이어 준우승을 차지했으며, 2월에 열린 함부르크 슈퍼 월드컵에서도 쿠바의 아렌시비아의 뒤를 이어 준우승을 했다. 이듬해인 2007년 11월에는 베이징에서 열린 세계 단체 유도 대회에서 우승을 차지했으며, 2008년 2월에는 파리 투어에서 대한민국의 김주진의 뒤를 이어 2위에 올랐다. 같은 해 8월에는 베이징에서 열린 2008년 하계 올림픽에 참가하여 도미니카 공화국의 후안 하신토, 이란의 아라슈 미레스마에일리, 우즈베키스탄의 미랄리 샤리포프, 쿠바의 아렌시비아를 차례로 꺾고 결승에 올랐다. 결승전에서는 프랑스의 뱅자맹 다르블레를 꺾으며 일본 유도 선수로는 사이토 히토시와 노무라 다다히로 이후로 3번째로 올림픽 2연패를 달성했다.
올림픽 2연패를 달성한 후인 2009년 2월에 파리 투어에서 베이징 올림픽 결승 상대인 다르블레를 다시 한 번 꺾으며 우승을 차지했으나 같은 해 8월에 네덜란드 로테르담에서 열린 2009년 세계 선수권 대회에서 우즈베키스탄의 샤리포프에게 패하여 탈락했고, 12월에 열린 도쿄 그랜드슬램에서도 5위에 머물렀으며, 마지막 국제 대회가 되었다. 이듬해에 현역에서 은퇴했다.

## 은퇴 후 행적
2010년 4월 구마모토현 다마나시에 있는 규슈간호복지대학 여자 유도팀의 코치가 되었으나 2011년 11월 미성년자 유도부원의 음주를 묵인하고 성추행을 저질렀다는 언론 보도가 이뤄졌다. 같은 해 12월 6일 준강간 혐의로 경찰에게 체포되었으며, 2013년 2월 1일 징역 5년을 선고 받고 시즈오카 형무소에서 복역했다. 이후 2017년 9월에 가석방으로 출소했다.
출소 후에는 야마다 시게타카의 도움으로 유술가로 활동했으며, 2018년 7월에는 키르기스스탄 유도 대표팀 총감독으로 부임하여 2019년 12월까지 키르기스스탄 유도 선수들을 지도했다. 키르기스스탄을 떠난 후 일본으로 돌아와 구마모토현 야쓰시로시에서 온천 목욕탕 "쓰루노유"의 분점을 운영하고 있다.